# Люди, пов'язані з Черніговом
У цьому списку наведено людей, які народилися, жили та працювали в Чернігові. Список укладено в хронологічному порядку.

## Список людей, пов'язаних з Черніговом

### До 1900
- Давидов Степан Іванович (1777—1825) — український композитор та педагог
- Бодянський Осип Максимович (1808—1877) — український філолог-славіст, історик, перекладач, письменник
- Глібов Леонід Іванович (1827—1893) — український письменник та громадський діяч
- Остен-Сакен Микола Дмитрович (1831—1912) — російський дипломат
- Балабанова Анжеліка Ісаківна (1878—1965) — політична діячка та публіцистка єврейського походження
- Дуз-Хотимирський Федір Іванович (1879—1965) — український радянський шахіст
- Антонов-Овсієнко Володимир Олександрович (1883—1938) — радянський функціонер українського походження
- Тамаркін Яків Давидович (1888—1945) — український математик
- Кирпонос Михайло Петрович (1892—1941) — радянський воєначальник українського походження
- Мокієвська-Зубок Людмила Наумівна (1896—1919) — радянська військова діячка українського походження